# Equus ferus
Cheval
Ne doit pas être confondu avec Tarpan ou Cheval sauvage.
Espèce
Equus ferus, généralement désigné sous le nom de Cheval, est une espèce d'équidés à laquelle on attribue actuellement trois sous-espèces : le Tarpan (Equus ferus ferus), aujourd'hui éteint, le Cheval domestique (Equus ferus caballus) et le Cheval de Przewalski (Equus ferus przewalski). Il est largement admis que les chevaux domestiques modernes proviennent du Tarpan, mais d'autres sous-espèces potentielles issues d'Equus ferus en sont peut-être à l'origine.

## Historique
Deux écoles s'opposaient concernant les deux formes que sont le Tarpan et le Cheval de Przewalski. Pour la première école, il s'agissait de deux espèces assez proches, respectivement Equus ferus (Tarpan) et Equus przewalskii (Cheval de Przewalski). Pour la seconde école, il s'agissait de deux sous-espèces appartenant à la même espèce, Equus ferus. Le Tarpan était alors appelé Equus ferus ferus et le Przewalski Equus ferus przewalskii.
Certains tenants de cette dernière approche ont proposé d'utiliser comme nom scientifique commun Equus caballus, ce qui permettait alors d'avoir un seul nom d'espèce pour tous les chevaux sauvages et domestiques. Cependant, le nom généralement adopté aujourd'hui pour le cheval est Equus ferus, conformément à la décision 2027 de la Commission internationale de nomenclature zoologique, qui a décidé en 2003 de ne pas utiliser les noms des formes domestiques (ici Equus caballus) pour désigner les espèces concernées.

## Répartition géographique

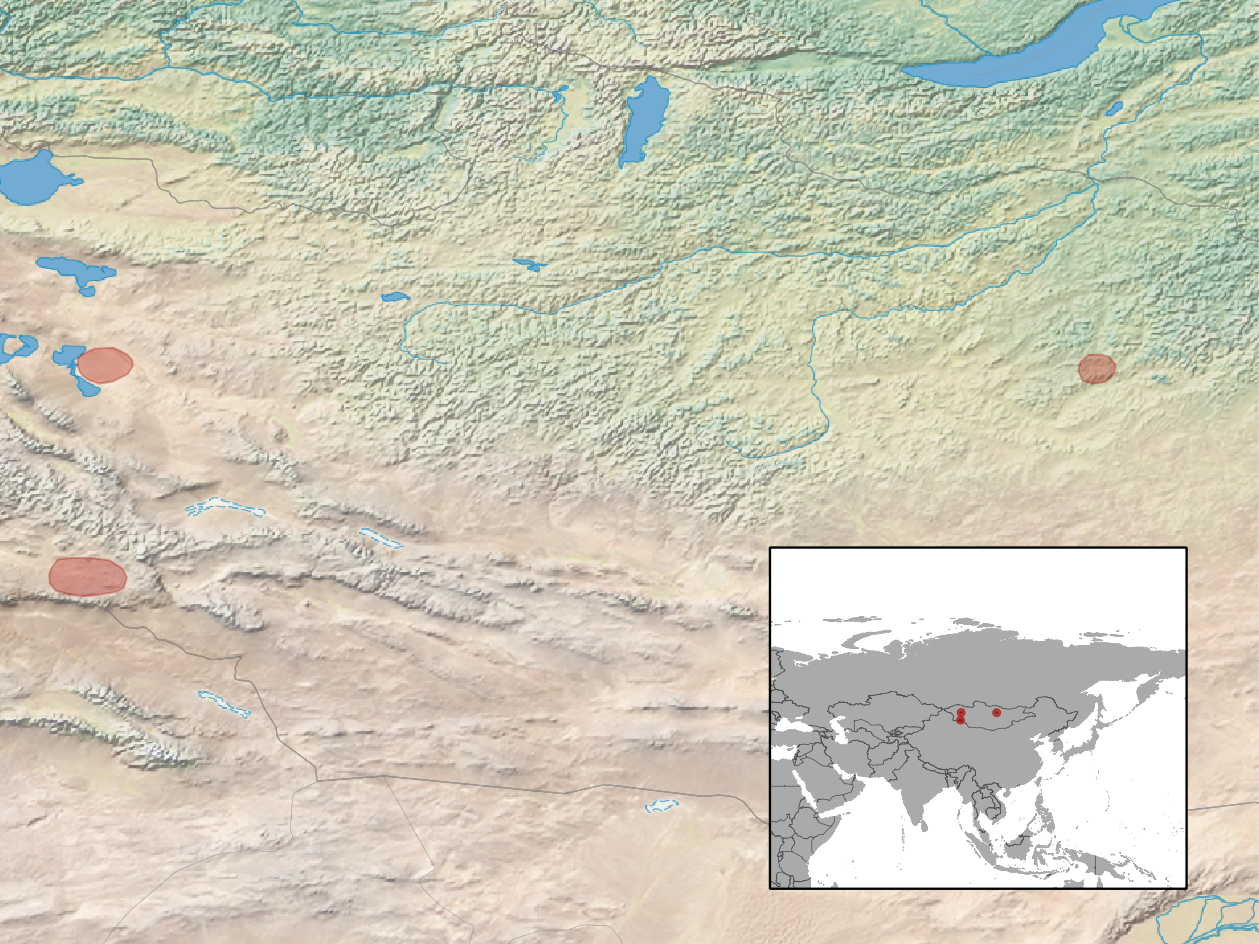
Répartition géographique actuelle du Cheval de Przewalski (résultant de plusieurs réintroductions)

Il n'existe plus dans la nature de forme sauvage antérieure à la domestication, mais seulement des formes domestiques redevenues sauvages ou réintroduites par l'homme dans un environnement sauvage. Le Tarpan est en effet éteint et le Cheval de Przewalski est en fait une ancienne forme domestique, antérieure à la forme domestique moderne, retournée à l'état sauvage dans les steppes d'Asie centrale. Après avoir frôlé l'extinction au XXe siècle sous l'action de l'homme, le Cheval de Przewalski a été réintroduit à l'état sauvage en plusieurs endroits d'Asie centrale.
Le territoire des États-Unis a conservé une population de chevaux domestiques introduits sur le continent américain par les colons espagnols au XVIe siècle et redevenus sauvages par marronnage au fil du temps, qu'on appelle mustangs.